# Star Académie
Ne doit pas être confondu avec Star Academy.
Star Académie est une émission de téléréalité canadienne produite par Productions Déferlantes (2021, 2022 et 2025) et les Productions J (entre 2003 et 2012), et diffusée à TVA. Adaptation de la version française, elle met en concurrence des candidats de 16 à 30 ans voulant devenir chanteurs.
La première saison s'est déroulée à l'hiver 2003 sur les ondes de TVA. Les quatre saisons suivantes ont eu lieu à l'hiver 2004, à l'automne 2005, à l'hiver 2009 et à l'hiver 2012. Après une pause de quelques années, TVA annonce que l'émission sera de retour à l'hiver 2021. Une septième saison suit à l'hiver 2022, et une huitième début 2025.
Lors des éditions de 2003 à 2012, Julie Snyder est l'animatrice des galas hebdomadaires. Pascale Wilhelmy fut l'animatrice des émissions quotidiennes de trente minutes (lundi au jeudi) des trois premières éditions, Jean-Pierre Gravel anima les quotidiennes de la quatrième édition et Jean-Philippe Dion celles de la cinquième édition en plus d'animer L'académie du vendredi.
L'animation des variétés du dimanche était assurée par Patrice Michaud en 2021 et par Marc Dupré en 2022. Jean-Philippe Dion sera en charge d'animer les variétés pour la saison 2025.

## Scénario
Quatorze staracademiciens et staracademiciennes sont isolés dans une résidence. Chaque semaine, ils suivent des cours de chant, de diction, de théâtre, de danse, de conditionnement physique et échangent avec des personnalités connues du monde artistique.

Lors des saisons de 2003 à 2009, les académiciens sont logés à Sainte-Adèle, dans la résidence de Pierre Péladeau. En 2012, l'académie déménage à Frelighsburg, tandis que les éditions 2021 et 2022 se déroulent au manoir Maplewood de Waterloo. L'édition 2025 a quant à elle lieu dans un appartement-terrasse situé à Montréal, dans l'arrondissement de Mercier–Hochelaga-Maisonneuve.
Une évaluation en chant a lieu toutes les semaines, au cours de laquelle les professeurs mettent en danger trois candidats qui doivent, afin de prouver leur valeur, se produire sur scène lors du spectacle hebdomadaire diffusé à la télévision. Deux personnes sont épargnées : une grâce aux votes du public, l'autre grâce aux votes des membres du jury. Lors de la saison 2025, les spectateurs peuvent voter jusqu’à cinq fois pour leur candidat favori dès l’annonce des mises en danger durant la quotidienne.
Une grande finale opposant un homme et une femme couronne le grand gagnant de la Star Académie, celui-ci (ou celle-ci) se voyant octroyer les fonds pour préparer un album.
À partir de la saison 3 (2005) le grand gagnant ou la grande gagnante peut aussi gagner une bourse de 50 000 $. En 2009, une bourse de 15 000 $ s'était rajoutée pour le ou la finaliste. Lors de la saison 5 (2012), ces montants sont passés respectivement à 100 000 $ et 25 000 $. Le vainqueur de la saison 2025 remporte une bourse de 100 000 $.

## Origines
Le nom a été francisé pour l'adaptation québécoise, surtout dû à l'importance locale mise sur le respect et promotion de la langue française.
On retrouve une petite différence, mais notable, entre le format français et québécois dans la sélection des candidats. Chaque semaine, dans la version française, le public et les juges votent pour éliminer un des concurrents « en danger ». Le résultat est annoncé en direct, sur le plateau, au délogé et aux téléspectateurs.
Adopté pour la version québécoise au tout début, il a été modifié à la suite des protestations : il était vu comme un traitement cruel envers le délogé. Le chanteur Daniel Boucher a même quité le plateau d'un des premiers gala en raison de cette sélection. Les producteurs permettent aux téléspectateurs et aux membres de l'Académie de voter pour les candidats qu'ils veulent retenir. Les résultats sont encore annoncés en direct, sur le plateau du gala hebdomadaire.
En 2004, les candidats et le corps professoral de l'Académie votaient afin de sauver l'un des deux participant restant, l'autre ayant été sauvé par le public. Depuis 2005, seulement le comité des auditions est chargé de sauver le deuxième candidat.

## Demandes spéciales
Plusieurs des participants des éditions 2003, 2004 et 2005 ont participé à l'émission Demandes spéciales. Cette émission a été produite afin de mettre en valeur les talents de chanteurs et d'animateurs de certains participants.
Élyse Robineault, Marie-Élaine Thibert, Émily Bégin, François Babin, Martin Rouette, Jean-François Bastien, Bruno Labrie, Meggie Lagacé, Véronique Claveau, Jason Battah, Marc-André Fortin, Audrey Gagnon, Francis Greffard et Annie Villeneuve ont tous eu le privilège d'animer cette émission et d'y chanter et danser.

## Critiques
Star Académie a été critiqué comme étant l'exemple parfait des stratégies de convergence et d'intégration horizontale mises en place par Québecor après l'acquisition du réseau TVA. Les contenus relatifs à l'émission ont été exploitées sur plusieurs plateformes possédées par le groupe (Le Journal de Montréal, magazine 7 jours, portail Canoë, etc.). La promotion de l'émission était très présente dans toutes les composantes du groupe et les contenus éditoriaux y étaient très largement favorable.
Certains ont aussi critiqué l'exploitation commerciale de l'émission, notamment les frais de 1 $ pour voter et la réservation d'une majorité du contenu du site web à des membres payants. Lors de l'édition 2005, une partie des profits générés par le processus de vote a été versée à des organismes de charité. Ce système est aboli lors de l’édition 2025, où les spectateurs peuvent voter gratuitement sur le site web de TVA.
De plus, des critiques ont porté sur la « machine à stars instantanées » qu'est l'émission. Ce mouvement de contestation était très présent dans le milieu artistique.

### Star apoplexie
En 2005, un documentaire réalisé par Jean-Louis Tremblay tentait de faire la lumière sur le phénomène de convergence qui entourait, notamment, le phénomène Star Académie.
Ce documentaire, intitulé Star-Apoplexie : L'expérience de la convergence, fait état de plusieurs phénomènes jugés moralement douteux.
Les critiques faites à l'endroit de Star Académie sont nombreuses. On reproche notamment à Quebecor de faire une couverture médiatique excessive à l'aide des filiales de Québecor Média. Ces filiales regroupent entre autres : le groupe TVA, plusieurs magazines et quotidiens (Le Journal de Montréal, Le Journal de Québec, 7 jours, Échos vedette, Dernière heure, TV Hebdo), Vidéotron et les magasins Archambault.
Les reproches sont surtout effectués autour d'une confusion des genres. Le documentaire indique entre autres que Star Académie était présenté de façon excessive dans les bulletins d'information des salles de nouvelles du groupe TVA ainsi que dans les quotidiens du groupe tel Le journal de Montréal.
Le documentaire fait aussi état d'une certaine censure à l'endroit des critiques de Star Académie. On note entre autres l'absence de couverture médiatique lors d'une altercation pendant le tournage d'un reportage du groupe TVA sur Star Académie dans une école secondaire, ainsi que l'absence de couverture médiatique lors de l'entartage du président de Québecor Pierre Karl Péladeau.
Plusieurs spécialistes et personnalités ont participé au tournage du documentaire, notamment : Florian Sauvageau, Martin Leclerc, Pop-Tarte, Élaine Ayotte, Pierre Falardeau, Émile Girard, Sébastien Aubé, Zoltan Buki, Francis Descôteaux, Biz, Yves Lambert, Sylvie Genest, Les Chiens Sales, Deno Amodéo, Andréanne Denis et Claude Rajotte.
Le documentaire a reçu un accueil plutôt favorable de la part des critiques mais non sans certains reproches sur la neutralité de l'œuvre.

## Présentations

### Générale
| Cuvées                         | Cuvée 1 (2003)                 | Cuvée 2 (2004)                               | Cuvée 3 (2005)                         | Cuvée 4 (2009)           | Cuvée 5 (2012)       | Cuvée 6 (2021)                        | Cuvée 7 (2022)                       | Cuvée 8 (2025)                       |
| ------------------------------ | ------------------------------ | -------------------------------------------- | -------------------------------------- | ------------------------ | -------------------- | ------------------------------------- | ------------------------------------ | ------------------------------------ |
| Chaine                         | TVA                            | TVA                                          | TVA                                    | TVA                      | TVA                  | TVA                                   | TVA                                  | TVA                                  |
| Présentations « variétés »     | Julie Snyder                   | Julie Snyder                                 | Julie Snyder                           | Julie Snyder             | Julie Snyder         | Patrice Michaud                       | Marc Dupré                           | Jean-Philippe Dion                   |
| Présentations « quotidiennes » | Pascale Wilhelmy               | Pascale Wilhelmy                             | Pascale Wilhelmy                       | Jean-Pierre Gravel       | Jean-Philippe Dion   | NC                                    | NC                                   | NC                                   |
| Directeurs                     | Josélito Michaud               | Denise Filiatrault                           | Denis Bouchard                         | René Angélil             | René Angélil         | Lara Fabian                           | Lara Fabian                          | Garou                                |
| Marraine                       | NC                             | NC                                           | NC                                     | NC                       | NC                   | NC                                    | NC                                   | Lara Fabian                          |
| Gagnants                       | Wilfred LeBouthillier          | Stéphanie Lapointe                           | Marc-André Fortin                      | Maxime Landry            | Jean-Marc Couture    | William Cloutier                      | Krystel Mongeau                      | Mia Tinayre                          |
| Académiciens                   | 14 élèves                      | 14 élèves                                    | 14 élèves                              | 14 élèves                | 14 élèves            | 15 élèves                             | 15 élèves                            | 14 élèves                            |
| Hymnes                         | Et c’est pas fini (Emmanuëlle) | Un nouveau jour va se lever (Jacques Michel) | L’étoile d’Amérique (Claude Léveillée) | 1000 cœurs debout (Cali) | Toi + moi (Grégoire) | Maintenant et partout (Hubert Lenoir) | Changer le monde (Laurence Nerbonne) | Ne partez pas sans moi (Céline Dion) |

### Professeurs
| Cuvées                                      | Cuvée 1 (2003)          | Cuvée 2 (2004)          | Cuvée 3 (2005)          | Cuvée 4 (2009)          | Cuvée 5 (2012)          | Cuvée 6 (2021)  | Cuvée 7 (2022)    | Cuvée 8 (2025)  |
| ------------------------------------------- | ----------------------- | ----------------------- | ----------------------- | ----------------------- | ----------------------- | --------------- | ----------------- | --------------- |
| Directeur artistique                        |                         |                         |                         |                         |                         | Mika            |                   |                 |
| Professeure de danse                        | Geneviève Dorion-Coupal | Geneviève Dorion-Coupal | Geneviève Dorion-Coupal | Geneviève Dorion-Coupal | Geneviève Dorion-Coupal |                 |                   | Émily Bégin     |
| Professeurs de chant                        | Linda Mailho            | Linda Mailho            |                         | Johanne Blouin          | Gregory Charles         | Gregory Charles | Gregory Charles   | Véronic DiCaire |
| Professeurs d'interprétation (dramatique)   | Denise Filiatrault      | Denise Filiatrault      | Denise Filiatrault      | Patrick Huard           | Patrick Huard           |                 | Guylaine Tremblay |                 |
| Professeurs d'éducation physique            | Bruny Surin             |                         | Josée Lavigueur         | Stéphane Quintal        | Josée Lavigueur         |                 |                   | Émily Bégin     |
| Professeurs d'expression orale              |                         | Julie-Anne Richard      |                         |                         | Biz                     |                 |                   |                 |
| Professeurs de création artistique/musicale |                         |                         | Dan Bigras              | Michel Rivard           | Michel Rivard           | Ariane Moffatt  | Ariane Moffatt    | Pierre Lapointe |
| Professeurs de diction                      |                         |                         | Joël Legendre           | Sophie Faucher          |                         |                 |                   |                 |
| Professeurs de classe des maîtres           |                         |                         |                         |                         | Ginette Reno            |                 |                   |                 |
| Professeurs d'identité artistique           |                         |                         |                         |                         |                         | Xavier Dolan    | Vincent Vallières |                 |
| Professeurs d'identité artistique           | Anne Dorval             | FouKi                   |                         |                         |                         |                 |                   |                 |
| Professeurs d'identité artistique           | Marc Séguin             | Louis-Jean Cormier      |                         |                         |                         |                 |                   |                 |
| Professeurs d'identité artistique           | Pepe Muñoz              |                         |                         |                         |                         |                 |                   |                 |
| Professeurs d'identité artistique           | Yannick Nézet-Séguin    |                         |                         |                         |                         |                 |                   |                 |

## Invités notables (en ordre alphabétique)
- 2Frères
- Alaclair Ensemble
- Alessia Cara
- Alex Nevsky
- Alexandre Da Costa
- Alexandra Stréliski
- Amanda Marshall
- Alicia Moffet
- Andee
- Andréanne A. Malette
- Angèle
- Annie Blanchard
- Annie Villeneuve
- Antoine Gratton
- Ariane Moffatt
- Les BB
- Barbara Pravi
- Beau Dommage
- Bleu Jeans Bleu
- Billie DuPage
- Bon Entendeur
- The Box
- Breen Leboeuf
- Brigitte Boisjoli
- Bruno Pelletier
- Bryan Adams
- Cali
- Calum Scott
- Céline Dion
- Charlotte Cardin
- Chris de Burgh
- Christian Marc Gendron
- Claude Dubois
- Claude Léveillée
- Clay and Friends
- Cœur de pirate
- Corey Hart
- Corneille
- Damien Robitaille
- Daniel Bélanger
- Daniel Boucher
- Daniel Lavoie
- Dany Bédar
- Dean Lewis
- Def Leppard
- Dennis DeYoung
- Diane Tell
- Dumas
- Eddy de Pretto
- Éléonore Lagacé
- Émile Bilodeau
- Emmanuëlle
- Émily Bégin
- Éric Lapointe
- FouKi
- France D'Amour
- Francis Cabrel
- Fredz
- Garou
- Gilles Vigneault
- Ginette Reno
- Gino Vannelli
- Grégoire
- Grégory Charles
- Guillaume Lafond
- Guylaine Tanguay
- Hedley
- Inna Modja
- Ingrid St-Pierre
- Isabelle Boulay
- James Bay
- Jacques Michel
- James Taylor
- Jason Mraz
- Jay Scott
- Jean Leloup
- Jean-François Breau
- Jean-Marc Couture
- Jean-Pierre Ferland
- Jérôme 50
- Joe Bocan
- Johanne Blouin
- Johnny Hallyday
- Johnny Orlando
- Jonas
- Jonathan Roy
- Judy Richards
- Julie Masse
- Julien Clerc
- Kaïn
- Kent Nagano
- Kim Richardson
- Koriass
- Kreesha Turner
- Krystel Mongeau
- Lady Gaga
- Lara Fabian
- Laurence Jalbert
- Laurence Nerbonne
- Les Louanges
- Liane Foly
- Lionel Richie
- The Lost Fingers
- Louis-Jean Cormier
- Ludovick Bourgeois
- Lulu Gainsbourg
- Lunou Zucchini
- Lynda Lemay
- Lydia Bouchard
- Marc-André Fortin
- Marc Déry
- Marc Dupré
- Marie Carmen
- Marie Denise Pelletier
- Marie-Chantal Toupin
- Marie-Ève Janvier
- Marie-Élaine Thibert
- Marie-Mai
- Mario Pelchat
- Marjo
- Martine St-Clair
- Matt Lang
- Maxime Landry
- Mel Charlot
- Mélissa Bédard
- Men Without Hats
- Mes Aïeux
- Michel Fugain
- Michel Legrand
- Michel Rivard
- Michel Sardou
- Mika
- Milky Chance
- Misstress Barbara
- Mitsou
- Murray Head
- Natasha St-Pier
- Nate Smith
- Nicola Ciccone
- Noir Silence
- Nolwenn Leroy
- Olivier Dion
- Orchestre Métropolitain de Montréal
- Patricia Kaas
- Patrice Michaud
- Patrick Bruel
- Patrick Norman
- Patsy Gallant
- Paul Daraîche
- Paul Piché
- Philippe Katerine
- Pierre Lapointe
- Pierre-Yves Roy-Desmarais
- Plastic Bertrand
- Pomme
- Qualité Motel
- René Simard
- Renée Claude
- Rémi Chassé
- REO Speedwagon
- Richard Desjardins
- Robert Charlebois
- Roch Voisine
- Roger Hodgson
- Roxane Bruneau
- Salebarbes
- Samantha Fox
- Sandy Duperval
- Sarah Dufour
- Sarahmée
- Serge Lama
- Simon Morin
- Simple Plan
- Les Sœurs Boulay
- Sophie Pelletier
- Souldia
- Stéphanie Lapointe
- Stéphane Venne
- Stromae
- Suzie Villeneuve
- Sylvain Cossette
- La troupe Don Juan
- La troupe Évangéline
- La troupe de Rent
- La troupe de Sherazade
- La troupe We Will Rock You
- Les Trois Accords
- These Kids Wear Crowns
- Valaire
- Véronique Claveau
- Véronique Dicaire
- Véronique Sanson
- Vincent Vallières
- Virginia to Vegas
- Wilfred LeBouthillier
- William Cloutier
- Yannick Nézet-Séguin
- Yves Lambert
- Yseult
- Zachary Richard

## Lauréats et nominations

### Gala de l'ADISQ

#### Artistique
| Année | Catégorie                           | Pour                          | Lauréat/Nomination |
| ----- | ----------------------------------- | ----------------------------- | ------------------ |
| 2003  | album de l'année - meilleur vendeur | Star Académie                 | lauréat            |
| 2003  | album de l'année - populaire        | Star Académie                 | lauréat            |
| 2003  | chanson populaire de l'année        | Et c'est pas fini             | lauréat            |
| 2004  | album de l'année - meilleur vendeur | Star Académie 2004            | nomination         |
| 2006  | album de l'année - meilleur vendeur | Star Académie 2005            | lauréat            |
| 2006  | album de l'année - populaire        | Star Académie 2005            | nomination         |
| 2009  | album de l'année - meilleur vendeur | Star Académie 2009            | nomination         |
| 2009  | album de l'année - reprises         | Star Académie 2009            | nomination         |
| 2012  | album de l'année - meilleur vendeur | Star Académie 2012            | lauréat            |
| 2012  | album de l'année - reprises         | Star Académie 2012            | lauréat            |
| 2012  | chanson populaire de l'année        | Toi+moi                       | nomination         |
| 2013  | album de l'année - meilleur vendeur | Star Académie Noël            | nomination         |
| 2013  | album de l'année - réinterprétation | Star Académie Noël            | nomination         |
| 2013  | spectacle de l'année - interprète   | La tournée Star Académie 2012 | nomination         |

- Lauréat pour Annie Blanchard dans la catégorie chanson populaire de l'année pour Évangeline en 2006.

#### Industriel
| Année | Catégorie                                   | Pour                                                      | Lauréat/Nomination |
| ----- | ------------------------------------------- | --------------------------------------------------------- | ------------------ |
| 2004  | émission de télévision de l'année - chanson | Star Académie (Le variété no. 10)                         | nomination         |
| 2006  | émission de télévision de l'année - chanson | Star Académie 2005                                        | nomination         |
| 2007  | émission de télévision de l'année - chanson | La tournée Star Académie 2005 en spectacle au Centre Bell | nomination         |
| 2009  | émission de télévision de l'année - chanson | Star Académie 2009 - Le variété                           | nomination         |
| 2012  | émission de télévision de l'année - chanson | Star Académie 2012                                        | nomination         |

## Discographie

### Albums officiels
- avril 2003 : Star Académie 2003 (plus de 530 000 exemplaires vendus) Quintuple  Platine
- avril 2004 : Star Académie 2004 (plus de 200 000 exemplaires vendus)  2 × Platine
- juillet 2004 : Star Académie 2004 - Les meilleurs moments des finalistes aux galas
- novembre 2005 : Star Académie 2005 (plus de 200 000 exemplaires vendus) 2 × Platine
- mars 2009 : Star Académie 2009 (210 000 exemplaires vendus à ce jour)  2 × Platine
- mars 2012 : Star Académie 2012 (160 000[17] exemplaires vendus à ce jour)  2 × Platine
- novembre 2012 : Star Académie Noël (plus de 80 000 exemplaires vendus à ce jour)  Platine [18]
- janvier 2021 : Nos retrouvailles - Star Académie
- mars 2021 : Les sessions de Waterloo - Star Académie 2021 (EP)
- avril 2021 : Star Académie 2021
- mars 2022 : Star Académie 2022 (plus de 25 000 exemplaires vendus à ce jour)
- mars 2025 : Star Académie 2025

### Albums des participants

#### Première cuvée (2003)
| Albums des participants :    | Albums des participants :                                                                                       | Albums des participants :                                                                                              | Albums des participants : |
| Artistes                     | Années | Album(s) |                           |
| ---------------------------- | --- | --- | ------------------------- |
| Wilfred LeBouthillier        | 8 novembre 2003 4 avril 2006 14 avril 2009 30 septembre 2013 12 octobre 2018                                    | Wilfred LeBouthillier Poussières Droit devant Je poursuis ma route Wilfred                                             |                           |
| Marie-Élaine Thibert         | 30 mars 2004 3 avril 2007 14 octobre 2008 3 mai 2011 29 octobre 2013 18 mai 2015 22 septembre 2017 30 mars 2022 | Marie-Élaine Thibert Comme ça Un jour Noël Je suis Cent mille chansons Mes berceuses Un hymne à l'amour Notre histoire |                           |
| Annie Villeneuve             | 18 janvier 2005 28 avril 2009 9 novembre 2010 25 septembre 2012 7 avril 2017 25 octobre 2024                    | Quand je ferme les yeux Annie Villeneuve Noël chez moi Telle qu'elle 5 Être moi                                        |                           |
| Marie-Mai Bouchard           | 28 septembre 2004 28 août 2007 22 septembre 2009 17 septembre 2012 12 mai 2014 9 novembre 2018 18 octobre 2024  | Inoxydable Dangereuse attraction Version 3.0 Miroir M Elle et moi Sept                                                 |                           |
| Dave Bourgeois               | 8 juin 2004 27 mars 2007                                                                                        | Ent’ chums Dave Bourgeois                                                                                              |                           |
| Stéphane Mercier             | 8 juin 2004 21 août 2007                                                                                        | Ent’ chums Voilà |                           |
| François Babin               | 8 juin 2004 | Ent’ chums |                           |
| Maritza Bossé-Pelchat        | 14 septembre 2004 29 janvier 2012 3 avril 2020                                                                  | Comment j’feel Maritza - EP La ville s'endort - EP                                                                     |                           |
| Émily Bégin                  | 2 novembre 2004 19 juin 2007 18 octobre 2011                                                                    | Légende urbaine Emily Les nuits d'Emily                                                                                |                           |
| Élyse Robineault (Liz Robin) | 28 février 2006 28 février 2008                                                                                 | Sortilège The Open Book - EP                                                                                           |                           |
| Suzie Villeneuve             | 23 septembre 2008 10 mai 2024                                                                                   | Suzie Villeneuve De la tête au coeur                                                                                   |                           |

- 2003 : Wilfred Le Bouthillier (gagnant) / Marie-Élaine Thibert (finaliste)

#### Deuxième cuvée (2004)
| Albums des participants : | Albums des participants :                                                                                    | Albums des participants :                                                                                           | Albums des participants : |
| Artistes                  | Années | Album(s) |                           |
| ------------------------- | --- | --- | ------------------------- |
| Corneliu Montano          | 23 novembre 2004 23 octobre 2007 8 novembre 2011                                                             | Corneliu Montano Le cœur qui chante (album Luis Mariano) Influences                                                 |                           |
| Marc-André Niquet         | 29 mars 2005 2 avril 2013                                                                                    | Marc-André D'autres chemins - EP                                                                                    |                           |
| Stéphanie Lapointe        | 30 août 2005 10 mars 2009 4 novembre 2014                                                                    | Sur le fil Donne-moi quelque chose qui ne finit pas Les amours parallèles                                           |                           |
| Martin Giroux             | 11 octobre 2005 17 mars 2008 23 mars 2010                                                                    | Faut que j’te dise En cavale La vie ça s'mérite                                                                     |                           |
| Meggie Lagacé             | 15 novembre 2005                                                                                             | Tête première |                           |
| Dave Roussy               | Avril 2006                                                                                                   | On s’en reparlera                                                                                                   |                           |
| Étienne Drapeau           | 14 mars 2006 7 octobre 2008 21 septembre 2010 23 octobre 2012 23 septembre 2014 16 février 2018 19 mars 2021 | Je l’ai jamais dit à personne Étienne Drapeau Paroles et musique Le monde est beau T'es toute ma vie Fiesta Le pont |                           |
| Jean-Francois Prud'homme  | 20 novembre 2007                                                                                             | C’est pas de ma faute                                                                                               |                           |
| Marie-Eve Côté            | 24 février 2009 14 octobre 2014                                                                              | Maintenant... femme Chaque seconde                                                                                  |                           |

- 2004 : Stéphanie Lapointe (gagnante) / Marc-André Niquet (finaliste)

#### Troisième cuvée (2005)
| Albums des participants : | Albums des participants : | Albums des participants : |
| Artistes                  | Années | Album(s) |
| ------------------------- | --- | --- |
| Marc-André Fortin         | 17 avril 2007 27 janvier 2009 13 mars 2020                                                                                   | Marc-André Fortin Juste ici D'où je viens |
| Bruno Labrie              | 18 septembre 2007 10 novembre 2010                                                                                           | Dans mon espace Solitarium - EP |
| Linda Rocheleau           | 23 octobre 2007 | Je suis qui je suis |
| Annie Blanchard           | 4 décembre 2007 21 septembre 2010 14 janvier 2014 5 septembre 2016 25 mai 2018 9 septembre 2022 8 septembre 2023 7 mars 2025 | Sur l’autre rive Marcher vers le Nord Annie Blanchard Those Were the Days Welcome soleil Jolene and the Gambler Le country de nos idoles À bon port |
| Marc Angers               | 8 avril 2008 30 octobre 2015 3 décembre 2021                                                                                 | L’enfant roi Marc Angers Un violon dans la tête |
| Audrey Gagnon             | 6 mai 2008 28 mai 2021 | Ad Vitam SMILEE |
| Valérie Boivin            | 25 janvier 2011 | Valérie Boivin - EP |
| Steve Provost             | 6 février 2012 14 décembre 2018                                                                                              | Au fil du temps Le grand 6 pieds |
| Stéphanie Bédard          | 26 mai 2015 22 février 2019                                                                                                  | Minuit debout Ricochet - EP |
| David Tremblay            | 17 novembre 2023 | Sans détour |

- 2005 : Marc-André Fortin (gagnant) / Audrey Gagnon (finaliste)

#### Quatrième cuvée (2009)
| Albums des participants : | Albums des participants : | Albums des participants : |
| Artiste                   | Date | Album(s) |
| ------------------------- | --- | --- |
| Maxime Landry             | 1er décembre 2009 21 novembre 2011 22 octobre 2013 7 octobre 2014 21 avril 2017 22 novembre 2019 9 septembre 2022 8 septembre 2023 7 mars 2025 | Vox pop L'avenir entre nous Noël blanc 3e rue sud Nos histoires 10 ans déjà Jolene and the Gambler Le country de nos idoles À bon port |
| William Deslauriers       | 18 mai 2010 23 avril 2013 27 novembre 2015 | Un pied à terre Aux quatre coins de ma tête Le courant passe                                                                           |
| Pascal Chaumont           | 25 mai 2010 | Chacun son chemin |
| Brigitte Boisjoli         | 18 janvier 2011 29 avril 2014 18 septembre 2015 13 octobre 2017 8 mars 2019 14 avril 2023 6 septembre 2024                                     | Fruits défendus Sans regret Patsy Cline Signé Plamondon Women Mens-moi Bring Back '68                                                  |
| Émilie Lévesque           | 27 mars 2012 4 novembre 2014 | Le goût du bonheur Ça tourne |
| Sophie Vaillancourt       | 2 octobre 2012 | Histoires de filles et de garçons |
| Rich Ly                   | 14 mai 2013 | The Season (The Bear) |
| Carolanne D'Astous-Paquet | 15 avril 2021 | Ombres éphémères - EP |

- 2009 : Maxime Landry (gagnant) / Carolanne D'Astous-Paquet (finaliste)

#### Cinquième cuvée (2012)
| Albums des participants :   | Albums des participants :                                                         | Albums des participants :                                                |
| Artiste                     | Date                                                                              | Album(s)                                                                 |
| --------------------------- | --------------------------------------------------------------------------------- | ------------------------------------------------------------------------ |
| Jean-Marc Couture           | 20 mai 2013 27 octobre 2017                                                       | Si tel est ton désir Cabanon                                             |
| Mélissa Bédard              | 15 octobre 2013 11 novembre 2014 18 novembre 2016 18 octobre 2019 27 janvier 2023 | Mélissa Bédard S'aimer Ma liste de Noël Fleur de verre Aime-toi comme ça |
| François Lachance           | 12 novembre 2013 30 septembre 2016                                                | J'suis là Histoires vraies                                               |
| Andréanne A. Malette        | 18 février 2014 3 novembre 2017 29 janvier 2021 19 avril 2024                     | Bohèmes Andréanne A. Malette Sitka Les jardins dérangés                  |
| Olivier Dion                | 15 avril 2014 24 mai 2019 15 mai 2023                                             | Olivier Dion Exposed Sur le fil                                          |
| Sophie Pelletier            | 27 janvier 2015 28 avril 2017 24 janvier 2020                                     | Le désert, la tempête Les météores Bye Bye - EP                          |
| Andrée-Anne Leclerc (Andee) | 26 mai 2015                                                                       | Black and White Heart                                                    |
| Joannie Benoit              | 2 septembre 2015 13 avril 2018                                                    | Pot Mason Feux de bengale                                                |
| Simon Morin                 | 1er novembre 2019 30 septembre 2022                                               | Ébène Panorama                                                           |
| Mike Lee                    | 28 mai 2021                                                                       | SMILEE                                                                   |

- 2012 : Jean-Marc Couture (gagnant) / Sophie Pelletier (finaliste)

#### Sixième cuvée (2021)
| Albums des participants : | Albums des participants :     | Albums des participants :                   |
| Artiste                   | Date                          | Album(s)                                    |
| ------------------------- | ----------------------------- | ------------------------------------------- |
| William Cloutier          | 21 janvier 2022 14 mars 2025  | On ira L'amour                              |
| Olivier Faubert           | 18 février 2022 22 mars 2024  | Mes ombres - EP Pour ne pas mourir en hiver |
| Guillaume Lafond          | 14 octobre 2022               | À destination                               |
| Meghan Oak                | 28 avril 2023 25 octobre 2024 | Avant-goût - EP Dans la lune - EP           |
| Rosalie Lafond            | 27 octobre 2023               | Pansement                                   |
| Jacob Roberge             | 31 janvier 2025               | The Passing                                 |
| Matt Moln                 | 7 février 2025                | Saint-Ours                                  |

- 2021 : William Cloutier (gagnant) / Lunou Zucchini (finaliste)

#### Septième cuvée (2022)
| Albums des participants :  | Albums des participants : | Albums des participants :  |
| Artiste                    | Date                      | Album(s)                   |
| -------------------------- | ------------------------- | -------------------------- |
| Marily Dorion              | 25 avril 2024             | À force de jouer - EP      |
| Krystel Mongeau            | 3 mai 2024                | Un nouveau jour            |
| Julien Charbonneau (Jules) | 31 mai 2024               | Pour tout vous dire        |
| Sandrine Hébert            | 15 août 2024              | On part s'une ride - EP    |
| Olivier Bergeron           | 29 novembre 2024          | Dans un vieux placard - EP |

- 2022 : Krystel Mongeau (gagnante) / Éloi Cummings (finaliste)

## Les participants

### Année2003
1. Wilfred LeBouthillier de Tracadie-Sheila (Gagnant)
2. Marie-Élaine Thibert de Montréal (Finaliste)
3. Annie Villeneuve de Saguenay (Finaliste féminine exclue : semaine 9)
4. Marie-Mai Bouchard de Boucherville (Finaliste féminine exclue : semaine 9)
5. Jean-François Bastien de Shawinigan (Finaliste masculin exclu : semaine 8)
6. Martin Rouette de Laval (Finaliste masculin exclu : semaine 8)
7. François Babin de Rimouski (Finaliste masculin exclu : semaine 8)
8. Maritza Bossé-Pelchat de Montréal (né en République-Dominicaine) (Exclue : semaine 7)
9. Stéphane Mercier de Normétal (Exclu : semaine 6)
10. Suzie Villeneuve de Saguenay (Abandon : semaine 6)
11. Émily Bégin de Saint-Jérôme (Exclue : semaine 5)
12. Dave Bourgeois de Baie-Comeau (Exclu : semaine 4)
13. Élyse Robineault de Montréal (Exclue : semaine 3)
14. Pascal Nguyen Deschênes de Québec (Exclu : semaine 2)

#### Déroulement de la compétition (Semaine par semaine)
| Wilfred       | Choisi par les juges  | Pas en danger       | Non évalué           | Sauvé par le public | Non évalué           | Pas en danger                | Non évalué                   | Sauvé par le public           | Non évalué                   | Gagnant                      |                              |                              |                              |                              |                              |                   |                   |                   |
| Marie-Élaine  | Choisie par les juges | Non évaluée         | Sauvée par le public | Non évaluée         | Pas en danger        | Non évaluée                  | Sauvée par le public         | Non évaluée                   | Sauvée par le public         | Finaliste                    |                              |                              |                              |                              |                              |                   |                   |                   |
| Annie         | Choisie par les juges | Non évaluée         | Pas en danger        | Non évaluée         | Pas en danger        | Non évaluée                  | Sauvée par les juges         | Non évaluée                   | Éliminée (Gala 9)            | Éliminée (Gala 9)            | Éliminée (Gala 9)            | Éliminée (Gala 9)            | Éliminée (Gala 9)            | Éliminée (Gala 9)            | Éliminée (Gala 9)            | Éliminée (Gala 9) | Éliminée (Gala 9) | Éliminée (Gala 9) |
| Marie-Mai     | Choisie par les juges | Non évaluée         | Pas en danger        | Non évaluée         | Pas en danger        | Non évaluée                  | Pas en danger                | Non évaluée                   | Éliminée (Gala 9)            | Éliminée (Gala 9)            | Éliminée (Gala 9)            | Éliminée (Gala 9)            | Éliminée (Gala 9)            | Éliminée (Gala 9)            | Éliminée (Gala 9)            | Éliminée (Gala 9) | Éliminée (Gala 9) | Éliminée (Gala 9) |
| Jean-François | Choisi par les juges  | Pas en danger       | Non évalué           | Pas en danger       | Non évalué           | Sauvé par le public          | Non évalué                   | Éliminé (Gala 8)              | Éliminé (Gala 8)             | Éliminé (Gala 8)             | Éliminé (Gala 8)             | Éliminé (Gala 8)             | Éliminé (Gala 8)             | Éliminé (Gala 8)             | Éliminé (Gala 8)             | Éliminé (Gala 8)  | Éliminé (Gala 8)  |                   |
| François      | Choisi par les juges  | Sauvé par le public | Non évalué           | Sauvé par les juges | Non évalué           | Sauvé par les juges          | Non évalué                   | Éliminé (Gala 8)              | Éliminé (Gala 8)             | Éliminé (Gala 8)             | Éliminé (Gala 8)             | Éliminé (Gala 8)             | Éliminé (Gala 8)             | Éliminé (Gala 8)             | Éliminé (Gala 8)             | Éliminé (Gala 8)  | Éliminé (Gala 8)  |                   |
| Martin        | Choisi par les juges  | Pas en danger       | Non évalué           | Pas en danger       | Non évalué           | Pas en danger                | Non évalué                   | Éliminé (Gala 8)              | Éliminé (Gala 8)             | Éliminé (Gala 8)             | Éliminé (Gala 8)             | Éliminé (Gala 8)             | Éliminé (Gala 8)             | Éliminé (Gala 8)             | Éliminé (Gala 8)             | Éliminé (Gala 8)  | Éliminé (Gala 8)  |                   |
| Maritza       | Choisie par les juges | Non évaluée         | Sauvée par les juges | Non évaluée         | Sauvée par le public | Non évaluée                  | Éliminée (Gala 7)            | Éliminée (Gala 7)             | Éliminée (Gala 7)            | Éliminée (Gala 7)            | Éliminée (Gala 7)            | Éliminée (Gala 7)            | Éliminée (Gala 7)            | Éliminée (Gala 7)            | Éliminée (Gala 7)            | Éliminée (Gala 7) |                   |                   |
| Stéphane      | Choisi par les juges  | Sauvé par les juges | Non évalué           | Pas en danger       | Non évalué           | Éliminé (Gala 6)             | Éliminé (Gala 6)             | Éliminé (Gala 6)              | Éliminé (Gala 6)             | Éliminé (Gala 6)             | Éliminé (Gala 6)             | Éliminé (Gala 6)             | Éliminé (Gala 6)             | Éliminé (Gala 6)             | Éliminé (Gala 6)             |                   |                   |                   |
| Suzie         | Sauvée par le public  | Non évaluée         | Pas en danger        | Non évaluée         | Sauvée par les juges | Abandon (Entre galas 5 et 6) | Abandon (Entre galas 5 et 6) | Abandon (Entre galas 5 et 6)  | Abandon (Entre galas 5 et 6) | Abandon (Entre galas 5 et 6) | Abandon (Entre galas 5 et 6) | Abandon (Entre galas 5 et 6) | Abandon (Entre galas 5 et 6) | Abandon (Entre galas 5 et 6) | Abandon (Entre galas 5 et 6) |                   |                   |                   |
| Émily         | Choisie par les juges | Non évaluée         | Pas en danger        | Non évaluée         | Éliminée (Gala 5)    | Éliminée (Gala 5)            | Éliminée (Gala 5)            | Éliminée (Gala 5)             | Éliminée (Gala 5)            | Éliminée (Gala 5)            | Éliminée (Gala 5)            | Éliminée (Gala 5)            | Éliminée (Gala 5)            | Éliminée (Gala 5)            |                              |                   |                   |                   |
| Dave          | Sauvé par le public   | Pas en danger       | Non évalué           | Éliminé (Gala 4)    | Éliminé (Gala 4)     | Éliminé (Gala 4)             | Éliminé (Gala 4)             | Éliminé (Gala 4)              | Éliminé (Gala 4)             | Éliminé (Gala 4)             | Éliminé (Gala 4)             | Éliminé (Gala 4)             | Éliminé (Gala 4)             |                              |                              |                   |                   |                   |
| Élyse         | Choisie par les juges | Non évaluée         | Éliminée (Gala 3)    | Éliminée (Gala 3)   | Éliminée (Gala 3)    | Éliminée (Gala 3)            | Éliminée (Gala 3)            | Éliminée (Gala 3)             | Éliminée (Gala 3)            | Éliminée (Gala 3)            | Éliminée (Gala 3)            | Éliminée (Gala 3)            |                              |                              |                              |                   |                   |                   |
| Pascal        | Choisi par les juges  | Éliminé (Gala 2)    | Éliminé (Gala 2)     | Éliminé (Gala 2)    | Éliminé (Gala 2)     | Éliminé (Gala 2)             | Éliminé (Gala 2)             | Éliminé (Gala 2)              | Éliminé (Gala 2)             | Éliminé (Gala 2)             | Éliminé (Gala 2)             |                              |                              |                              |                              |                   |                   |                   |
|               |                       |                     |                      |                     |                      |                              |                              |                               |                              |                              |                              |                              |                              |                              |                              |                   |                   |                   |
| Éliminé(e)    | Tatiana Marc-André    | Pascal              | Élyse                | Dave                | Émily (Suzie)        | Stéphane                     | Maritza                      | Jean-François François Martin | Annie Marie-Mai              |                              |                              |                              |                              |                              |                              |                   |                   |                   |

 Le candidat a été choisi par les juges lors du premier gala.
 Le candidat n’a pas été évalué.
 Le candidat n’a pas été mis en danger.
 Le candidat a été mis en danger et a été sauvé par le public durant le gala.
 Le candidat a été mis en danger et a été sauvé par les juges durant le gala.
 Le candidat a été mis en danger et a été éliminé.
 Le candidat a abandonné.
 Le candidat a été finaliste.
 Le candidat a gagné la compétition.

### Année2004
1. Stéphanie Lapointe de Brossard (Gagnante)
2. Marc-André Niquet de Notre-Dame-de-Pierreville (Finaliste)
3. Meggie Lagacé de Saint-Hubert (Finaliste féminine exclue : semaine 9)
4. Véronique Claveau de Rimouski (Finaliste féminine exclue : semaine 9)
5. Sandy Agnant-Duperval de Montréal (Finaliste féminine exclue : semaine 9)
6. Martin Giroux de Gatineau (Finaliste masculin exclu : semaine 8)
7. Jason Battah de Joliette (Finaliste masculin exclu : semaine 8)
8. Corneliu Montano de Montréal (né en Roumanie) (Finaliste masculin exclu : semaine 8)
9. Marie-Ève Côté de Brossard (Exclue : semaine 7)
10. Jean-François Prud'homme de Saint-Donat (Exclu : semaine 6)
11. Marie-France Lettre de Gatineau (Exclue : semaine 5)
12. Dave Roussy de Port-Daniel (Exclu : semaine 4)
13. Jannie Lemay de Rouyn-Noranda (Exclue : semaine 3)
14. Étienne Drapeau de Québec (Exclu : semaine 2)

#### Déroulement de la compétition (Semaine par semaine)
| Stéphanie     | Sauvée par le public                           | Non évaluée         | Sauvée par le public | Non évaluée         | Pas en danger        | Non évaluée         | Pas en danger        | Non évaluée           | Sauvée par le public   | Gagnante          |                   |                   |                   |                   |                   |                   |                   |                   |
| Marc-André    | Choisi par les juges                           | Pas en danger       | Non évalué           | Sauvé par le public | Non évalué           | Pas en danger       | Non évalué           | Sauvé par le public   | Non évalué             | Finaliste         |                   |                   |                   |                   |                   |                   |                   |                   |
| Meggie        | Choisie par les juges                          | Non évaluée         | Pas en danger        | Non évaluée         | Sauvée par le public | Non évaluée         | Sauvée par le public | Non évaluée           | Éliminée (Gala 9)      | Éliminée (Gala 9) | Éliminée (Gala 9) | Éliminée (Gala 9) | Éliminée (Gala 9) | Éliminée (Gala 9) | Éliminée (Gala 9) | Éliminée (Gala 9) | Éliminée (Gala 9) | Éliminée (Gala 9) |
| Sandy         | Choisi par les juges                           | Non évaluée         | Pas en danger        | Non évaluée         | Sauvée par les juges | Non évaluée         | Pas en danger        | Non évaluée           | Éliminée (Gala 9)      | Éliminée (Gala 9) | Éliminée (Gala 9) | Éliminée (Gala 9) | Éliminée (Gala 9) | Éliminée (Gala 9) | Éliminée (Gala 9) | Éliminée (Gala 9) | Éliminée (Gala 9) | Éliminée (Gala 9) |
| Véronique     | Choisie par les juges                          | Non évaluée         | Pas en danger        | Non évaluée         | Pas en danger        | Non évaluée         | Sauvée par les juges | Non évaluée           | Éliminée (Gala 9)      | Éliminée (Gala 9) | Éliminée (Gala 9) | Éliminée (Gala 9) | Éliminée (Gala 9) | Éliminée (Gala 9) | Éliminée (Gala 9) | Éliminée (Gala 9) | Éliminée (Gala 9) | Éliminée (Gala 9) |
| Corneliu      | Sauvé par le public                            | Sauvé par les juges | Non évalué           | Sauvé par les juges | Non évalué           | Sauvé par le public | Non évalué           | Éliminé (Gala 8)      | Éliminé (Gala 8)       | Éliminé (Gala 8)  | Éliminé (Gala 8)  | Éliminé (Gala 8)  | Éliminé (Gala 8)  | Éliminé (Gala 8)  | Éliminé (Gala 8)  | Éliminé (Gala 8)  | Éliminé (Gala 8)  |                   |
| Jason         | Choisi par les juges                           | Pas en danger       | Non évalué           | Pas en danger       | Non évalué           | Sauvé par les juges | Non évalué           | Éliminé (Gala 8)      | Éliminé (Gala 8)       | Éliminé (Gala 8)  | Éliminé (Gala 8)  | Éliminé (Gala 8)  | Éliminé (Gala 8)  | Éliminé (Gala 8)  | Éliminé (Gala 8)  | Éliminé (Gala 8)  | Éliminé (Gala 8)  |                   |
| Martin        | Sauvé par le public                            | Sauvé par le public | Non évalué           | Pas en danger       | Non évalué           | Pas en danger       | Non évalué           | Éliminé (Gala 8)      | Éliminé (Gala 8)       | Éliminé (Gala 8)  | Éliminé (Gala 8)  | Éliminé (Gala 8)  | Éliminé (Gala 8)  | Éliminé (Gala 8)  | Éliminé (Gala 8)  | Éliminé (Gala 8)  | Éliminé (Gala 8)  |                   |
| Marie-Eve     | Sauvée par le public                           | Non évaluée         | Pas en danger        | Non évaluée         | Pas en danger        | Non évaluée         | Éliminée (Gala 7)    | Éliminée (Gala 7)     | Éliminée (Gala 7)      | Éliminée (Gala 7) | Éliminée (Gala 7) | Éliminée (Gala 7) | Éliminée (Gala 7) | Éliminée (Gala 7) | Éliminée (Gala 7) | Éliminée (Gala 7) |                   |                   |
| Jean-François | Choisi par les juges                           | Pas en danger       | Non évalué           | Pas en danger       | Non évalué           | Éliminé (Gala 6)    | Éliminé (Gala 6)     | Éliminé (Gala 6)      | Éliminé (Gala 6)       | Éliminé (Gala 6)  | Éliminé (Gala 6)  | Éliminé (Gala 6)  | Éliminé (Gala 6)  | Éliminé (Gala 6)  | Éliminé (Gala 6)  |                   |                   |                   |
| Marie-France  | Choisie par les juges                          | Non évaluée         | Sauvée par les juges | Non évaluée         | Éliminée (Gala 5)    | Éliminée (Gala 5)   | Éliminée (Gala 5)    | Éliminée (Gala 5)     | Éliminée (Gala 5)      | Éliminée (Gala 5) | Éliminée (Gala 5) | Éliminée (Gala 5) | Éliminée (Gala 5) | Éliminée (Gala 5) |                   |                   |                   |                   |
| Dave          | Choisi par les juges                           | Pas en danger       | Non évalué           | Éliminé (Gala 4)    | Éliminé (Gala 4)     | Éliminé (Gala 4)    | Éliminé (Gala 4)     | Éliminé (Gala 4)      | Éliminé (Gala 4)       | Éliminé (Gala 4)  | Éliminé (Gala 4)  | Éliminé (Gala 4)  | Éliminé (Gala 4)  |                   |                   |                   |                   |                   |
| Jannie        | Choisie par les juges                          | Non évaluée         | Éliminée (Gala 3)    | Éliminée (Gala 3)   | Éliminée (Gala 3)    | Éliminée (Gala 3)   | Éliminée (Gala 3)    | Éliminée (Gala 3)     | Éliminée (Gala 3)      | Éliminée (Gala 3) | Éliminée (Gala 3) | Éliminée (Gala 3) |                   |                   |                   |                   |                   |                   |
| Étienne       | Choisi par les juges                           | Éliminé (Gala 2)    | Éliminé (Gala 2)     | Éliminé (Gala 2)    | Éliminé (Gala 2)     | Éliminé (Gala 2)    | Éliminé (Gala 2)     | Éliminé (Gala 2)      | Éliminé (Gala 2)       | Éliminé (Gala 2)  | Éliminé (Gala 2)  |                   |                   |                   |                   |                   |                   |                   |
|               |                                                |                     |                      |                     |                      |                     |                      |                       |                        |                   |                   |                   |                   |                   |                   |                   |                   |                   |
| Éliminé(e)    | Audrey Valérie Mélissa Bruno Matthieu Philippe | Étienne             | Jannie               | Dave                | Marie-France         | Jean-François       | Marie-Eve            | Corneliu Jason Martin | Meggie Sandy Véronique |                   |                   |                   |                   |                   |                   |                   |                   |                   |

 Le candidat a été choisi par les juges lors du premier gala.
 Le candidat n’a pas été évalué.
 Le candidat n’a pas été mis en danger.
 Le candidat a été mis en danger et a été sauvé par le public durant le gala.
 Le candidat a été mis en danger et a été sauvé par les juges durant le gala.
 Le candidat a été mis en danger et a été éliminé.
 Le candidat a été finaliste.
 Le candidat a gagné la compétition.

### Année2005
1. Marc-André Fortin d'Hebertville (Gagnant)
2. Audrey Gagnon de Saguenay (Finaliste)
3. Stéphanie Bédard de Drummondville (Finaliste féminine exclue : semaine 9)
4. Annie Blanchard de Maisonette (Finaliste féminine exclue : semaine 9)
5. Kaven Haché de Sainte-Anne-des-Monts (Finaliste masculin exclu : semaine 8)
6. Marc Angers de Boucherville (Finaliste masculin exclu : semaine 8)
7. Francis Greffard de Rapide-Danseur (Finaliste masculin exclu : semaine 8)
8. Valérie Boivin de Montréal (Exclue : semaine 7)
9. Bruno Labrie de Châteauguay (Exclu : semaine 6)
10. Linda Rocheleau de Saint-Bruno-de-Guigues (Exclue : semaine 5)
11. Steve Provost de Saint-Faustin (Exclu : semaine 4)
12. Jennifer Silencieux de Montréal (Exclue : semaine 3)
13. Jenny Hachey de Rivière-Rouge (Abandon : semaine 2)
14. David Tremblay de Jonquière (Exclu : semaine 2)

#### Déroulement de la compétition (Semaine par semaine)
| Marc-André | Choisi par les juges                              | Pas en danger                | Non évalué                   | Sauvé par le public          | Non évalué                   | Pas en danger                | Non évalué                   | Sauvé par le public          | Non évalué                   | Gagnant                      |                              |                   |                   |                   |                   |                   |                   |                   |
| Audrey     | Choisie par les juges                             | Non évaluée                  | Sauvée par le public         | Non évaluée                  | Pas en danger                | Non évaluée                  | Sauvée par le public         | Non évaluée                  | Sauvée par le public         | Finaliste                    |                              |                   |                   |                   |                   |                   |                   |                   |
| Annie      | Choisie par les juges                             | Non évaluée                  | Pas en danger                | Non évaluée                  | Sauvée par le public         | Non évaluée                  | Pas en danger                | Non évaluée                  | Éliminée (Gala 9)            | Éliminée (Gala 9)            | Éliminée (Gala 9)            | Éliminée (Gala 9) | Éliminée (Gala 9) | Éliminée (Gala 9) | Éliminée (Gala 9) | Éliminée (Gala 9) | Éliminée (Gala 9) | Éliminée (Gala 9) |
| Stéphanie  | Choisie par les juges                             | Non évaluée                  | Pas en danger                | Non évaluée                  | Pas en danger                | Non évaluée                  | Sauvée par les juges         | Non évaluée                  | Éliminée (Gala 9)            | Éliminée (Gala 9)            | Éliminée (Gala 9)            | Éliminée (Gala 9) | Éliminée (Gala 9) | Éliminée (Gala 9) | Éliminée (Gala 9) | Éliminée (Gala 9) | Éliminée (Gala 9) | Éliminée (Gala 9) |
| Kaven      | Sauvé par le public                               | Pas en danger                | Non évalué                   | Sauvé par les juges          | Non évalué                   | Sauvé par le public          | Non évalué                   | Éliminé (Gala 8)             | Éliminé (Gala 8)             | Éliminé (Gala 8)             | Éliminé (Gala 8)             | Éliminé (Gala 8)  | Éliminé (Gala 8)  | Éliminé (Gala 8)  | Éliminé (Gala 8)  | Éliminé (Gala 8)  | Éliminé (Gala 8)  |                   |
| Marc       | Choisi par les juges                              | Sauvé par les juges          | Non évalué                   | Pas en danger                | Non évalué                   | Pas en danger                | Non évalué                   | Éliminé (Gala 8)             | Éliminé (Gala 8)             | Éliminé (Gala 8)             | Éliminé (Gala 8)             | Éliminé (Gala 8)  | Éliminé (Gala 8)  | Éliminé (Gala 8)  | Éliminé (Gala 8)  | Éliminé (Gala 8)  | Éliminé (Gala 8)  |                   |
| Francis    | Choisi par les juges                              | Pas en danger                | Non évalué                   | Pas en danger                | Non évalué                   | Sauvé par les juges          | Non évalué                   | Éliminé (Gala 8)             | Éliminé (Gala 8)             | Éliminé (Gala 8)             | Éliminé (Gala 8)             | Éliminé (Gala 8)  | Éliminé (Gala 8)  | Éliminé (Gala 8)  | Éliminé (Gala 8)  | Éliminé (Gala 8)  | Éliminé (Gala 8)  |                   |
| Valérie    | Choisie par les juges                             | Non évaluée                  | Pas en danger                | Non évaluée                  | Sauvée par les juges         | Non évaluée                  | Éliminée (Gala 7)            | Éliminée (Gala 7)            | Éliminée (Gala 7)            | Éliminée (Gala 7)            | Éliminée (Gala 7)            | Éliminée (Gala 7) | Éliminée (Gala 7) | Éliminée (Gala 7) | Éliminée (Gala 7) | Éliminée (Gala 7) |                   |                   |
| Bruno      | Choisi par les juges                              | Pas en danger                | Non évalué                   | Pas en danger                | Non évalué                   | Éliminé (Gala 6)             | Éliminé (Gala 6)             | Éliminé (Gala 6)             | Éliminé (Gala 6)             | Éliminé (Gala 6)             | Éliminé (Gala 6)             | Éliminé (Gala 6)  | Éliminé (Gala 6)  | Éliminé (Gala 6)  | Éliminé (Gala 6)  |                   |                   |                   |
| Linda      | Sauvée par le public                              | Non évaluée                  | Sauvée par les juges         | Non évaluée                  | Éliminée (Gala 5)            | Éliminée (Gala 5)            | Éliminée (Gala 5)            | Éliminée (Gala 5)            | Éliminée (Gala 5)            | Éliminée (Gala 5)            | Éliminée (Gala 5)            | Éliminée (Gala 5) | Éliminée (Gala 5) | Éliminée (Gala 5) |                   |                   |                   |                   |
| Steve      | Choisi par les juges                              | Sauvé par le public          | Non évalué                   | Éliminé (Gala 4)             | Éliminé (Gala 4)             | Éliminé (Gala 4)             | Éliminé (Gala 4)             | Éliminé (Gala 4)             | Éliminé (Gala 4)             | Éliminé (Gala 4)             | Éliminé (Gala 4)             | Éliminé (Gala 4)  | Éliminé (Gala 4)  |                   |                   |                   |                   |                   |
| Jennifer   | Choisie par les juges                             | Non évaluée                  | Éliminée (Gala 3)            | Éliminée (Gala 3)            | Éliminée (Gala 3)            | Éliminée (Gala 3)            | Éliminée (Gala 3)            | Éliminée (Gala 3)            | Éliminée (Gala 3)            | Éliminée (Gala 3)            | Éliminée (Gala 3)            | Éliminée (Gala 3) |                   |                   |                   |                   |                   |                   |
| David      | Sauvé par le public                               | Éliminé (Gala 2)             | Éliminé (Gala 2)             | Éliminé (Gala 2)             | Éliminé (Gala 2)             | Éliminé (Gala 2)             | Éliminé (Gala 2)             | Éliminé (Gala 2)             | Éliminé (Gala 2)             | Éliminé (Gala 2)             | Éliminé (Gala 2)             |                   |                   |                   |                   |                   |                   |                   |
| Jenny      | Sauvée par le public                              | Abandon (Entre galas 1 et 2) | Abandon (Entre galas 1 et 2) | Abandon (Entre galas 1 et 2) | Abandon (Entre galas 1 et 2) | Abandon (Entre galas 1 et 2) | Abandon (Entre galas 1 et 2) | Abandon (Entre galas 1 et 2) | Abandon (Entre galas 1 et 2) | Abandon (Entre galas 1 et 2) | Abandon (Entre galas 1 et 2) |                   |                   |                   |                   |                   |                   |                   |
|            |                                                   |                              |                              |                              |                              |                              |                              |                              |                              |                              |                              |                   |                   |                   |                   |                   |                   |                   |
| Éliminé(e) | Mylène Patricia Mélissa Olivier Alexandre Étienne | David (Jenny)                | Jennifer                     | Steve                        | Linda                        | Bruno                        | Valérie                      | Francis Marc Kaven           | Annie Stéphanie              |                              |                              |                   |                   |                   |                   |                   |                   |                   |

 Le candidat a été choisi par les juges lors du premier gala.
 Le candidat n’a pas été évalué.
 Le candidat n’a pas été mis en danger.
 Le candidat a été mis en danger et a été sauvé par le public durant le gala.
 Le candidat a été mis en danger et a été sauvé par les juges durant le gala.
 Le candidat a été mis en danger et a été éliminé.
 Le candidat a abandonné.
 Le candidat a été finaliste.
 Le candidat a gagné la compétition.

### Année2009
1. Maxime Landry de Saint-Georges (Gagnant)
2. Carolanne D'Astous-Paquet de Sayabec (Finaliste)
3. Sophie Vaillancourt de Laval (Finaliste féminine exclue : semaine 9)
4. Émilie Lévesque de Saint-Malo (Finaliste féminine exclue : semaine 9)
5. Brigitte Boisjoli de Drummondville (Finaliste féminine exclue : semaine 9)
6. William Deslauriers de Plessisville (Finaliste masculin exclu : semaine 8)
7. Jean-Philippe Audet de Québec (Finaliste masculin exclu : semaine 8)
8. Pascal Chaumont de Montréal (Finaliste masculin exclu : semaine 8)
9. Joannie Goyette de Saint-Tite (Exclue : semaine 7)
10. Rich Ly de Montréal (Exclu : semaine 6)
11. Vanessa Duchel de Prévost (Exclue : semaine 5)
12. Maxime Proulx de Plaisance (Exclu : semaine 4)
13. Karine Labelle de Huberdeau (Exclue : semaine 3)
14. Olivier Beaulieu de Drummondville (Exclu : semaine 2)

#### Déroulement de la compétition (Semaine par semaine)
| Maxime L.     | Choisi par les juges                               | Pas en danger       | Non évalué           | Sauvé par le public | Non évalué           | Pas en danger       | Non évalué           | Sauvé par le public          | Non évalué             | Gagnant           |                   |                   |                   |                   |                   |                   |                   |                   |
| Carolanne     | Choisie par les juges                              | Non évaluée         | Sauvée par le public | Non évaluée         | Pas en danger        | Non évaluée         | Sauvée par le public | Non évaluée                  | Sauvée par le public   | Finaliste         |                   |                   |                   |                   |                   |                   |                   |                   |
| Brigitte      | Choisie par les juges                              | Non évaluée         | Pas en danger        | Non évaluée         | Pas en danger        | Non évaluée         | Pas en danger        | Non évaluée                  | Éliminée (Gala 9)      | Éliminée (Gala 9) | Éliminée (Gala 9) | Éliminée (Gala 9) | Éliminée (Gala 9) | Éliminée (Gala 9) | Éliminée (Gala 9) | Éliminée (Gala 9) | Éliminée (Gala 9) | Éliminée (Gala 9) |
| Émilie        | Sauvée par les juges                               | Non évaluée         | Pas en danger        | Non évaluée         | Sauvée par le public | Non évaluée         | Pas en danger        | Non évaluée                  | Éliminée (Gala 9)      | Éliminée (Gala 9) | Éliminée (Gala 9) | Éliminée (Gala 9) | Éliminée (Gala 9) | Éliminée (Gala 9) | Éliminée (Gala 9) | Éliminée (Gala 9) | Éliminée (Gala 9) | Éliminée (Gala 9) |
| Sophie        | Choisie par les juges                              | Non évaluée         | Pas en danger        | Non évaluée         | Pas en danger        | Non évaluée         | Sauvée par les juges | Non évaluée                  | Éliminée (Gala 9)      | Éliminée (Gala 9) | Éliminée (Gala 9) | Éliminée (Gala 9) | Éliminée (Gala 9) | Éliminée (Gala 9) | Éliminée (Gala 9) | Éliminée (Gala 9) | Éliminée (Gala 9) | Éliminée (Gala 9) |
| Jean-Philippe | Choisi par les juges                               | Sauvé par les juges | Non évalué           | Pas en danger       | Non évalué           | Pas en danger       | Non évalué           | Éliminé (Gala 8)             | Éliminé (Gala 8)       | Éliminé (Gala 8)  | Éliminé (Gala 8)  | Éliminé (Gala 8)  | Éliminé (Gala 8)  | Éliminé (Gala 8)  | Éliminé (Gala 8)  | Éliminé (Gala 8)  | Éliminé (Gala 8)  |                   |
| Pascal        | Choisi par les juges                               | Pas en danger       | Non évalué           | Pas en danger       | Non évalué           | Sauvé par les juges | Non évalué           | Éliminé (Gala 8)             | Éliminé (Gala 8)       | Éliminé (Gala 8)  | Éliminé (Gala 8)  | Éliminé (Gala 8)  | Éliminé (Gala 8)  | Éliminé (Gala 8)  | Éliminé (Gala 8)  | Éliminé (Gala 8)  | Éliminé (Gala 8)  |                   |
| William       | Sauvé par le public                                | Pas en danger       | Non évalué           | Sauvé par les juges | Non évalué           | Sauvé par le public | Non évalué           | Éliminé (Gala 8)             | Éliminé (Gala 8)       | Éliminé (Gala 8)  | Éliminé (Gala 8)  | Éliminé (Gala 8)  | Éliminé (Gala 8)  | Éliminé (Gala 8)  | Éliminé (Gala 8)  | Éliminé (Gala 8)  | Éliminé (Gala 8)  |                   |
| Joanie        | Choisie par les juges                              | Non évaluée         | Pas en danger        | Non évaluée         | Sauvée par les juges | Non évaluée         | Éliminée (Gala 7)    | Éliminée (Gala 7)            | Éliminée (Gala 7)      | Éliminée (Gala 7) | Éliminée (Gala 7) | Éliminée (Gala 7) | Éliminée (Gala 7) | Éliminée (Gala 7) | Éliminée (Gala 7) | Éliminée (Gala 7) |                   |                   |
| Rich          | Choisi par les juges                               | Pas en danger       | Non évalué           | Pas en danger       | Non évalué           | Éliminé (Gala 6)    | Éliminé (Gala 6)     | Éliminé (Gala 6)             | Éliminé (Gala 6)       | Éliminé (Gala 6)  | Éliminé (Gala 6)  | Éliminé (Gala 6)  | Éliminé (Gala 6)  | Éliminé (Gala 6)  | Éliminé (Gala 6)  |                   |                   |                   |
| Vanessa       | Sauvée par le public                               | Non évaluée         | Sauvée par les juges | Non évaluée         | Éliminée (Gala 5)    | Éliminée (Gala 5)   | Éliminée (Gala 5)    | Éliminée (Gala 5)            | Éliminée (Gala 5)      | Éliminée (Gala 5) | Éliminée (Gala 5) | Éliminée (Gala 5) | Éliminée (Gala 5) | Éliminée (Gala 5) |                   |                   |                   |                   |
| Maxime P.     | Sauvé par les juges                                | Sauvé par le public | Non évalué           | Éliminé (Gala 4)    | Éliminé (Gala 4)     | Éliminé (Gala 4)    | Éliminé (Gala 4)     | Éliminé (Gala 4)             | Éliminé (Gala 4)       | Éliminé (Gala 4)  | Éliminé (Gala 4)  | Éliminé (Gala 4)  | Éliminé (Gala 4)  |                   |                   |                   |                   |                   |
| Karine        | Choisie par les juges                              | Non évaluée         | Éliminée (Gala 3)    | Éliminée (Gala 3)   | Éliminée (Gala 3)    | Éliminée (Gala 3)   | Éliminée (Gala 3)    | Éliminée (Gala 3)            | Éliminée (Gala 3)      | Éliminée (Gala 3) | Éliminée (Gala 3) | Éliminée (Gala 3) |                   |                   |                   |                   |                   |                   |
| Olivier       | Choisi par les juges                               | Éliminé (Gala 2)    | Éliminé (Gala 2)     | Éliminé (Gala 2)    | Éliminé (Gala 2)     | Éliminé (Gala 2)    | Éliminé (Gala 2)     | Éliminé (Gala 2)             | Éliminé (Gala 2)       | Éliminé (Gala 2)  | Éliminé (Gala 2)  |                   |                   |                   |                   |                   |                   |                   |
|               |                                                    |                     |                      |                     |                      |                     |                      |                              |                        |                   |                   |                   |                   |                   |                   |                   |                   |                   |
| Éliminé(e)    | Amélie Geneviève Sélène Jérémie Pierre-Hervé Simon | Olivier             | Karine               | Maxime P.           | Vanessa              | Rich                | Joanie               | Jean-Philippe Pascal William | Brigitte Émilie Sophie |                   |                   |                   |                   |                   |                   |                   |                   |                   |

 Le candidat a été choisi par les juges lors du premier gala.
 Le candidat n’a pas été évalué.
 Le candidat n’a pas été mis en danger.
 Le candidat a été mis en danger et a été sauvé par le public durant le gala.
 Le candidat a été mis en danger et a été sauvé par les juges durant le gala.
 Le candidat a été mis en danger et a été éliminé.
 Le candidat a été finaliste.
 Le candidat a gagné la compétition.

### Année2012
1. Jean-Marc Couture de Val-d'Amour (Gagnant)
2. Sophie Pelletier de Rivière-Ouelle (Finaliste)
3. Andrée-Anne Leclerc (Alias : Andee (en)) de Saint-Jean-Chrysostome (Finaliste féminine exclue : semaine 9)
4. Mélissa Bédard de Québec (Finaliste féminine exclue : semaine 9)
5. Andréanne A. Malette de Granby (Finaliste féminine exclue : semaine 9)
6. Jason Guérette de Sainte-Anne-de-Madawaska (Finaliste masculin exclu : semaine 8)
7. Mike Lee (Jean-Mickaël Lavernay) de Montréal (né à La Réunion) (Finaliste masculin exclu : semaine 8)
8. Olivier Dion de Sherbrooke (Finaliste masculin exclu : semaine 8)
9. Joannie Benoit de Tracadie-Sheila (Exclue : semaine 7)
10. Bryan Audet de Saint-Élie-de-Caxton (Exclu : semaine 6)
11. Sarah-May Vézeau de Repentigny (Québec) (Exclue : semaine 5)
12. François Lachance d'Alma (Québec) (Exclu : semaine 4)
13. Carole-Anne Gagnon-Lafond de Rimouski (Exclue : semaine 3)
14. Simon Morin de Le Gardeur (Exclu : semaine 2)

#### Déroulement de la compétition (Semaine par semaine)
| Jean-Marc                  | Choisi par les juges                                 | Pas en danger       | Non évalué           | Pas en danger       | Non évalué           | Pas en danger       | Non évalué           | Sauvé par le public | Non évalué                         | Gagnant           |                   |                   |                   |                   |                   |                   |                   |                   |
| Sophie                     | Choisie par les juges                                | Non évaluée         | Pas en danger        | Non évaluée         | Pas en danger        | Non évaluée         | Pas en danger        | Non évaluée         | Sauvée par le public               | Finaliste         |                   |                   |                   |                   |                   |                   |                   |                   |
| Andréanne A .              | Choisie par les juges                                | Non évaluée         | Sauvée par les juges | Non évaluée         | Pas en danger        | Non évaluée         | Sauvée par les juges | Non évaluée         | Éliminée (Gala 9)                  | Éliminée (Gala 9) | Éliminée (Gala 9) | Éliminée (Gala 9) | Éliminée (Gala 9) | Éliminée (Gala 9) | Éliminée (Gala 9) | Éliminée (Gala 9) | Éliminée (Gala 9) | Éliminée (Gala 9) |
| Andrée-Anne L.             | Choisie par les juges                                | Non évaluée         | Pas en danger        | Non évaluée         | Sauvée par les juges | Non évaluée         | Pas en danger        | Non évaluée         | Éliminée (Gala 9)                  | Éliminée (Gala 9) | Éliminée (Gala 9) | Éliminée (Gala 9) | Éliminée (Gala 9) | Éliminée (Gala 9) | Éliminée (Gala 9) | Éliminée (Gala 9) | Éliminée (Gala 9) | Éliminée (Gala 9) |
| Mélissa                    | Sauvée par le public                                 | Non évaluée         | Pas en danger        | Non évaluée         | Pas en danger        | Non évaluée         | Sauvée par le public | Non évaluée         | Éliminée (Gala 9)                  | Éliminée (Gala 9) | Éliminée (Gala 9) | Éliminée (Gala 9) | Éliminée (Gala 9) | Éliminée (Gala 9) | Éliminée (Gala 9) | Éliminée (Gala 9) | Éliminée (Gala 9) | Éliminée (Gala 9) |
| Jason                      | Choisi par les juges                                 | Sauvé par les juges | Non évalué           | Pas en danger       | Non évalué           | Sauvé par le public | Non évalué           | Éliminé (Gala 8)    | Éliminé (Gala 8)                   | Éliminé (Gala 8)  | Éliminé (Gala 8)  | Éliminé (Gala 8)  | Éliminé (Gala 8)  | Éliminé (Gala 8)  | Éliminé (Gala 8)  | Éliminé (Gala 8)  | Éliminé (Gala 8)  |                   |
| Mike                       | Choisi par les juges                                 | Sauvé par le public | Non évalué           | Sauvé par le public | Non évalué           | Pas en danger       | Non évalué           | Éliminé (Gala 8)    | Éliminé (Gala 8)                   | Éliminé (Gala 8)  | Éliminé (Gala 8)  | Éliminé (Gala 8)  | Éliminé (Gala 8)  | Éliminé (Gala 8)  | Éliminé (Gala 8)  | Éliminé (Gala 8)  | Éliminé (Gala 8)  |                   |
| Olivier                    | Sauvé par le public                                  | Pas en danger       | Non évalué           | Pas en danger       | Non évalué           | Sauvé par les juges | Non évalué           | Éliminé (Gala 8)    | Éliminé (Gala 8)                   | Éliminé (Gala 8)  | Éliminé (Gala 8)  | Éliminé (Gala 8)  | Éliminé (Gala 8)  | Éliminé (Gala 8)  | Éliminé (Gala 8)  | Éliminé (Gala 8)  | Éliminé (Gala 8)  |                   |
| Joannie                    | Choisie par les juges                                | Non évaluée         | Pas en danger        | Non évaluée         | Sauvée par le public | Non évaluée         | Éliminée (Gala 7)    | Éliminée (Gala 7)   | Éliminée (Gala 7)                  | Éliminée (Gala 7) | Éliminée (Gala 7) | Éliminée (Gala 7) | Éliminée (Gala 7) | Éliminée (Gala 7) | Éliminée (Gala 7) | Éliminée (Gala 7) |                   |                   |
| Bryan                      | Choisi par juges                                     | Pas en danger       | Non évalué           | Sauvé par les juges | Non évalué           | Éliminé (Gala 6)    | Éliminé (Gala 6)     | Éliminé (Gala 6)    | Éliminé (Gala 6)                   | Éliminé (Gala 6)  | Éliminé (Gala 6)  | Éliminé (Gala 6)  | Éliminé (Gala 6)  | Éliminé (Gala 6)  | Éliminé (Gala 6)  |                   |                   |                   |
| Sarah-May                  | Choisie par les juges                                | Non évaluée         | Sauvée par le public | Non évaluée         | Éliminée (Gala 5)    | Éliminée (Gala 5)   | Éliminée (Gala 5)    | Éliminée (Gala 5)   | Éliminée (Gala 5)                  | Éliminée (Gala 5) | Éliminée (Gala 5) | Éliminée (Gala 5) | Éliminée (Gala 5) | Éliminée (Gala 5) |                   |                   |                   |                   |
| François                   | Choisi par les juges                                 | Pas en danger       | Non évalué           | Éliminé (Gala 4)    | Éliminé (Gala 4)     | Éliminé (Gala 4)    | Éliminé (Gala 4)     | Éliminé (Gala 4)    | Éliminé (Gala 4)                   | Éliminé (Gala 4)  | Éliminé (Gala 4)  | Éliminé (Gala 4)  | Éliminé (Gala 4)  |                   |                   |                   |                   |                   |
| Carole-Anne                | Choisie par les juges                                | Non évaluée         | Éliminée (Gala 3)    | Éliminée (Gala 3)   | Éliminée (Gala 3)    | Éliminée (Gala 3)   | Éliminée (Gala 3)    | Éliminée (Gala 3)   | Éliminée (Gala 3)                  | Éliminée (Gala 3) | Éliminée (Gala 3) | Éliminée (Gala 3) |                   |                   |                   |                   |                   |                   |
| Simon                      | Choisi par les juges                                 | Éliminé (Gala 2)    | Éliminé (Gala 2)     | Éliminé (Gala 2)    | Éliminé (Gala 2)     | Éliminé (Gala 2)    | Éliminé (Gala 2)     | Éliminé (Gala 2)    | Éliminé (Gala 2)                   | Éliminé (Gala 2)  | Éliminé (Gala 2)  |                   |                   |                   |                   |                   |                   |                   |
|                            |                                                      |                     |                      |                     |                      |                     |                      |                     |                                    |                   |                   |                   |                   |                   |                   |                   |                   |                   |
| Candidats(es) Éliminés(es) | Carolane Jennifer Kelly Alexandre Francis Marc-André | Simon               | Carole-Anne          | François            | Sarah-May            | Bryan               | Joanie               | Jason Mike Olivier  | Andréanne A. André-Anne L. Mélissa |                   |                   |                   |                   |                   |                   |                   |                   |                   |

 Le candidat a été choisi par les juges lors du premier gala.
 Le candidat n’a pas été évalué.
 Le candidat n’a pas été mis en danger.
 Le candidat a été mis en danger et a été sauvé par le public durant le gala.
 Le candidat a été mis en danger et a été sauvé par les juges durant le gala.
 Le candidat a été mis en danger et a été éliminé.
 Le candidat a été finaliste.
 Le candidat a gagné la compétition.

### Année2021
1. William Cloutier de Victoriaville (Gagnant)
2. Lunou Zucchini de Saint-Denis-sur-Richelieu (Finaliste)
3. Rosalie Ayotte de Saint-Tite (Finaliste féminine exclue : semaine 11)
4. Queenie Clément de Montréal (Finaliste féminine exclue : semaine 11)
5. Guillaume Lafond de Richelieu (Finaliste masculin exclue : semaine 10)
6. Jacob Roberge de Lévis (Finaliste masculin exclue : semaine 10)
7. Maëva Grelet de Saint-Jean-sur-Richelieu (Exclue : semaine 9)
8. Shayan Heidari de Montréal (Exclu : semaine 9)
9. Annabel Oreste de Laval (Exclue : semaine 8)
10. Dashny Jules de Montréal (Exclu : semaine 7)
11. Zara Sargsyan de Montréal (Exclue : semaine 6)
12. Matt Moln de Lévis (Exclu : semaine 5)
13. Meghan Oak de Coteau-du-Lac (Exclue : semaine 4)
14. Charles Kamoun de Québec (Exclu : semaine 3)
15. Olivier Faubert de Montréal (Exclu : semaine 2)

#### Déroulement de la compétition (Semaine par semaine)
| Candidat(e)              | Gala 1                                                 | Gala 2               | Gala 3               | Gala 4              | Gala 5               | Gala 6               | Gala 7               | Gala 8              | Gala 9               | Gala 10             | Gala 11              | Gala 12            |
| ------------------------ | ------------------------------------------------------ | -------------------- | -------------------- | ------------------- | -------------------- | -------------------- | -------------------- | ------------------- | -------------------- | ------------------- | -------------------- | ------------------ |
| William                  | Choisi par les juges                                   | Non évalué           | Non évalué           | Sauvé par les juges | Non évalué           | Non évalué           | Pas en danger        | Pas en danger       | Sauvé par le public  | Sauvé par le public | Non évalué           | Gagnant            |
| Lunou                    | Choisie par les juges                                  | Non évaluée          | Non évaluée          | Non évaluée         | Sauvée par le public | Non évaluée          | Non évaluée          | Pas en danger       | Sauvée par les juges | Pas en danger       | Sauvée par le public | Finaliste          |
| Rosalie                  | Choisie par les juges                                  | Pas en danger        | Sauvée par les juges | Non évaluée         | Non évaluée          | Non évaluée          | Sauvée par le public | Non évaluée         | Pas en danger        | Pas en danger       | Éliminée (Gala 11)   | Éliminée (Gala 11) |
| Queenie                  | Choisie par les juges                                  | Pas en danger        | Non évaluée          | Pas en danger       | Non évaluée          | Non évaluée          | Sauvée par les juges | Non évaluée         | Non évaluée          | Pas en danger       | Éliminée (Gala 11)   | Éliminée (Gala 11) |
| Guillaume                | Sauvé par le public                                    | Non évalué           | Non évalué           | Sauvé par le public | Non évalué           | Sauvé par le public  | Non évalué           | Non évalué          | Non évalué           | Éliminé (Gala 10)   | Éliminé (Gala 10)    | Éliminé (Gala 10)  |
| Jacob                    | Sauvé par le public                                    | Non évalué           | Non évalué           | Non évalué          | Pas en danger        | Non évalué           | Non évalué           | Sauvé par le public | Non évalué           | Éliminé (Gala 10)   | Éliminé (Gala 10)    | Éliminé (Gala 10)  |
| Maëva                    | Choisie par les juges                                  | Sauvée par les juges | Non évaluée          | Non évaluée         | Non évaluée          | Sauvée par les juges | Non évaluée          | Non évaluée         | Éliminée (Gala 9)    | Éliminée (Gala 9)   | Éliminée (Gala 9)    | Éliminée (Gala 9)  |
| Shayan                   | Choisi par les juges                                   | Sauvé par le public  | Non évalué           | Non évalué          | Pas en danger        | Pas en danger        | Non évalué           | Sauvé par les juges | Éliminé (Gala 9)     | Éliminé (Gala 9)    | Éliminé (Gala 9)     | Éliminé (Gala 9)   |
| Annabel                  | Choisie par les juges                                  | Non évaluée          | Pas en danger        | Non évaluée         | Sauvée par les juges | Non évaluée          | Pas en danger        | Éliminée (Gala 8)   | Éliminée (Gala 8)    | Éliminée (Gala 8)   | Éliminée (Gala 8)    | Éliminée (Gala 8)  |
| Dashny                   | Choisi par les juges                                   | Non évalué           | Non évalué           | Pas en danger       | Non évalué           | Pas en danger        | Éliminé (Gala 7)     | Éliminé (Gala 7)    | Éliminé (Gala 7)     | Éliminé (Gala 7)    | Éliminé (Gala 7)     | Éliminé (Gala 7)   |
| Zara                     | Choisie par les juges                                  | Non évaluée          | Sauvée par le public | Non évaluée         | Non évaluée          | Éliminée (Gala 6)    | Éliminée (Gala 6)    | Éliminée (Gala 6)   | Éliminée (Gala 6)    | Éliminée (Gala 6)   | Éliminée (Gala 6)    | Éliminée (Gala 6)  |
| Matt                     | Choisi par les juges                                   | Non évalué           | Pas en danger        | Non évalué          | Éliminé (Gala 5)     | Éliminé (Gala 5)     | Éliminé (Gala 5)     | Éliminé (Gala 5)    | Éliminé (Gala 5)     | Éliminé (Gala 5)    | Éliminé (Gala 5)     | Éliminé (Gala 5)   |
| Meghan                   | Sauvée par les juges                                   | Non évaluée          | Non évaluée          | Éliminée (Gala 4)   | Éliminée (Gala 4)    | Éliminée (Gala 4)    | Éliminée (Gala 4)    | Éliminée (Gala 4)   | Éliminée (Gala 4)    | Éliminée (Gala 4)   | Éliminée (Gala 4)    | Éliminée (Gala 4)  |
| Charles                  | Choisi par les juges                                   | Non évalué           | Éliminé (Gala 3)     | Éliminé (Gala 3)    | Éliminé (Gala 3)     | Éliminé (Gala 3)     | Éliminé (Gala 3)     | Éliminé (Gala 3)    | Éliminé (Gala 3)     | Éliminé (Gala 3)    | Éliminé (Gala 3)     | Éliminé (Gala 3)   |
| Olivier                  | Choisi par les juges                                   | Éliminé (Gala 2)     | Éliminé (Gala 2)     | Éliminé (Gala 2)    | Éliminé (Gala 2)     | Éliminé (Gala 2)     | Éliminé (Gala 2)     | Éliminé (Gala 2)    | Éliminé (Gala 2)     | Éliminé (Gala 2)    | Éliminé (Gala 2)     | Éliminé (Gala 2)   |
|                          |                                                        |                      |                      |                     |                      |                      |                      |                     |                      |                     |                      |                    |
| Candidat(e)s éliminé(e)s | Frédérique Sofia Vincent Allyson Jullian Joey- Michael | Olivier              | Charles              | Meghan              | Matt                 | Zara                 | Dashny               | Annabel             | Maëva Shayan         | Guillaume Jacob     | Rosalie Queenie      |                    |

 Le candidat a été choisi par les juges lors du premier gala.
 Le candidat n’a pas été évalué.
 Le candidat n’a pas été mis en danger.
 Le candidat a été mis en danger et a été sauvé par le public durant le gala.
 Le candidat a été mis en danger et a été sauvé par les juges durant le gala.
 Le candidat a été mis en danger et a été éliminé.
 Le candidat a été finaliste.
 Le candidat a gagné la compétition.
- Durant le 1er gala, sur les 21 ‘‘finalistes’’, 15 candidats ont été sélectionnés. Six filles et six garçons ont été choisis par les juges et n’ont pas eu besoin de faire une interprétation pour se rendre à l’Académie de Waterloo. Les neuf finalistes restants ont dû interpréter une chanson : deux ont été choisis par le public et une a été choisie par les juges.
- Les candidats auront été en quarantaine durant 14 jours en raison de la pandémie de COVID-19.

### Année2022
1. Krystel Mongeau de Sherbrooke (Gagnante)
2. Éloi Cummings des Îles-de-la-Madeleine (Finaliste)
3. Olivier Bergeron de Kedgwick (Demi-finaliste exclu : semaine 12)
4. Camélia Zaki de Sherbrooke (Demi-finaliste exclue : semaine 12)
5. Julien Charbonneau de Montréal (Exclu : semaine 11)
6. Sarah-Maude Desgagné d’Amos (Exclue : semaine 11)
7. Jérémy Plante de Lévis (Exclu : semaine 10)
8. Édouard Lagacé de Cowansville (Exclu : semaine 9)
9. Marily Dorion de Sherbrooke (Exclue : semaine 8)
10. Audrey-Louise Beauséjour de Brossard (Exclue : semaine 7)
11. Sandrine Hébert de Coaticook (Exclue : semaine 6)
12. Mathieu Rheault de Laval (Exclu : semaine 5)
13. Laurie Déchène de Québec (Exclue : semaine 4)
14. Yannick Bissonnette-Powell de Québec (Exclu : semaine 3)
15. Gaëlle Khoueiry-Jaber de Gatineau (Exclue : semaine 2)

#### Déroulement de la compétition (Semaine par semaine)
| Candidat(e)   | Gala 1                           | Gala 2               | Gala 3              | Gala 4               | Gala 5              | Gala 6               | Gala 7               | Gala 8               | Gala 9              | Gala 10              | Gala 11              | Gala 12              | Gala 13            |                    |
| ------------- | -------------------------------- | -------------------- | ------------------- | -------------------- | ------------------- | -------------------- | -------------------- | -------------------- | ------------------- | -------------------- | -------------------- | -------------------- | ------------------ | ------------------ |
| Krystel       | Sauvée par les juges             | Non évaluée          | Non évaluée         | Non évaluée          | Non évaluée         | Non évaluée          | Sauvée par les juges | Non évaluée          | Non évaluée         | Pas en danger        | Sauvée par les juges | Sauvée par les juges | Gagnante           |                    |
| Éloi          | Accès direct                     | Non évalué           | Pas en danger       | Pas en danger        | Non évalué          | Non évalué           | Sauvé par le public  | Non évalué           | Non évalué          | Sauvé par le public  | Sauvé par le public  | Sauvé par le public  | Finaliste          |                    |
| Olivier       | Sauvé par le public              | Pas en danger        | Non évalué          | Non évalué           | Sauvé par le public | Non évalué           | Pas en danger        | Non évalué           | Sauvé par le public | Non évalué           | Non évalué           | Éliminé (Gala 12)    | Éliminé (Gala 12)  | Éliminé (Gala 12)  |
| Camélia       | Accès direct                     | Non évaluée          | Non évaluée         | Sauvée par le public | Non évaluée         | Non évaluée          | Non évaluée          | Sauvée par le public | Non évaluée         | Non évaluée          | Pas en danger        | Éliminée (Gala 12)   | Éliminée (Gala 12) | Éliminée (Gala 12) |
| Julien        | Sauvé par les juges              | Non évalué           | Non évalué          | Pas en danger        | Non évalué          | Non évalué           | Non évalué           | Non évalué           | Sauvé par les juges | Non évalué           | Éliminé (Gala 11)    | Éliminé (Gala 11)    | Éliminé (Gala 11)  |                    |
| Sarah-Maude   | Accès direct                     | Non évaluée          | Non évaluée         | Sauvée par les juges | Non évaluée         | Pas en danger        | Non évaluée          | Sauvée par les juges | Non évaluée         | Sauvée par les juges | Éliminée (Gala 11)   | Éliminée (Gala 11)   | Éliminée (Gala 11) |                    |
| Jérémy        | Sauvé par les juges              | Sauvé par les juges  | Sauvé par le public | Non évalué           | Non évalué          | Sauvé par le public  | Non évalué           | Non évalué           | Pas en danger       | Éliminé (Gala 10)    | Éliminé (Gala 10)    | Éliminé (Gala 10)    | Éliminé (Gala 10)  |                    |
| Édouard       | Sauvé par le public              | Non évalué           | Non évalué          | Non évalué           | Sauvé par les juges | Non évalué           | Non évalué           | Pas en danger        | Éliminé (Gala 9)    | Éliminé (Gala 9)     | Éliminé (Gala 9)     | Éliminé (Gala 9)     | Éliminé (Gala 9)   |                    |
| Marily        | Sauvée par les juges             | Non évaluée          | Non évaluée         | Non évaluée          | Pas en danger       | Sauvée par les juges | Pas en danger        | Éliminée (Gala 8)    | Éliminée (Gala 8)   | Éliminée (Gala 8)    | Éliminée (Gala 8)    | Éliminée (Gala 8)    | Éliminée (Gala 8)  |                    |
| Audrey-Louise | Accès direct                     | Non évaluée          | Non évaluée         | Non évaluée          | Pas en danger       | Non évaluée          | Éliminée (Gala 7)    | Éliminée (Gala 7)    | Éliminée (Gala 7)   | Éliminée (Gala 7)    | Éliminée (Gala 7)    | Éliminée (Gala 7)    | Éliminée (Gala 7)  |                    |
| Sandrine      | Sauvée par les juges             | Sauvée par le public | Pas en danger       | Non évaluée          | Non évaluée         | Éliminée (Gala 6)    | Éliminée (Gala 6)    | Éliminée (Gala 6)    | Éliminée (Gala 6)   | Éliminée (Gala 6)    | Éliminée (Gala 6)    | Éliminée (Gala 6)    | Éliminée (Gala 6)  |                    |
| Mathieu       | Sauvé par les juges              | Non évalué           | Sauvé par les juges | Non évalué           | Éliminé (Gala 5)    | Éliminé (Gala 5)     | Éliminé (Gala 5)     | Éliminé (Gala 5)     | Éliminé (Gala 5)    | Éliminé (Gala 5)     | Éliminé (Gala 5)     | Éliminé (Gala 5)     | Éliminé (Gala 5)   |                    |
| Laurie        | Accès direct                     | Pas en danger        | Non évaluée         | Éliminée (Gala 4)    | Éliminée (Gala 4)   | Éliminée (Gala 4)    | Éliminée (Gala 4)    | Éliminée (Gala 4)    | Éliminée (Gala 4)   | Éliminée (Gala 4)    | Éliminée (Gala 4)    | Éliminée (Gala 4)    | Éliminée (Gala 4)  |                    |
| Yannick       | Sauvé par les juges              | Non évalué           | Éliminé (Gala 3)    | Éliminé (Gala 3)     | Éliminé (Gala 3)    | Éliminé (Gala 3)     | Éliminé (Gala 3)     | Éliminé (Gala 3)     | Éliminé (Gala 3)    | Éliminé (Gala 3)     | Éliminé (Gala 3)     | Éliminé (Gala 3)     | Éliminé (Gala 3)   |                    |
| Gaëlle        | Sauvée par les juges             | Éliminée (Gala 2)    | Éliminée (Gala 2)   | Éliminée (Gala 2)    | Éliminée (Gala 2)   | Éliminée (Gala 2)    | Éliminée (Gala 2)    | Éliminée (Gala 2)    | Éliminée (Gala 2)   | Éliminée (Gala 2)    | Éliminée (Gala 2)    | Éliminée (Gala 2)    | Éliminée (Gala 2)  |                    |
|               |                                  |                      |                     |                      |                     |                      |                      |                      |                     |                      |                      |                      |                    |                    |
| Départ(s)     | Alexandra Jacques Olivia William | Gaëlle               | Yannick             | Laurie               | Mathieu             | Sandrine             | Audrey- Louise       | Marily               | Édouard             | Jérémy               | Julien Sarah-Maude   | Olivier Camélia      |                    |                    |

 Le candidat a été admis directement à l'académie
 Le candidat n’a pas été évalué.
 Le candidat n’a pas été mis en danger.
 Le candidat a été mis en danger et a été sauvé par le public durant le gala.
 Le candidat a été mis en danger et a été sauvé par les juges durant le gala.
 Le candidat a été mis en danger et a été éliminé.
 Le candidat a été finaliste.
 Le candidat a gagné la compétition.
- Durant le 1er gala, sur les 19 « finalistes », cinq candidats étaient déjà sélectionnés et n’ont pas eu besoin de faire une interprétation pour se rendre à l’Académie de Waterloo. Les 14 finalistes restants ont dû interpréter une chanson : huit ont été choisis par les juges et deux ont été choisis par le public.

### Année2025
Les candidats qui intègrent l'Académie à l'issue du Gala 1 sont:
- Mia Tinayre de Québec (Gagnante)
- Katrine Sansregret de Saint-Hubert (Finaliste)
- Albert Asselin de Québec (Demi-finaliste exclu : semaine 11)
- Victoria Sénéchal de Mascouche (Demi-finaliste exclue : semaine 11)
- Camille Cormier-Morasse de Rouyn-Noranda (Exclue : semaine 10)
- Joël Vogt de La Visitation-de-Yamaska (Exclu : semaine 10)
- Marc-Antoine Delage de Carignan (Exclu : semaine 9)
- Loïc Trépanier de Val-d'Or (Exclu : semaine 8)
- Maxim Doucet d'Alma (Exclu : semaine 7)
- Laurence Libersan de Vaudreuil-Dorion (Exclue : semaine 6)
- Zoey Daferuru de Terrebonne (Exclue : semaine 5)
- Léo Giroux de Lévis (Exclu : semaine 4)
- Romie Lacasse de Gatineau (Exclue : semaine 3)
- Yoann Guay de Trois-Pistoles (Exclu : semaine 2)

#### Déroulement de la compétition (Semaine par semaine)
| Candidat(e)  | Gala 1                      | Gala 2              | Gala 3               | Gala 4              | Gala 5               | Gala 6               | Gala 7              | Gala 8                  | Gala 9                  | Gala 10              | Gala 11              | Gala 12            |  |
| ------------ | --------------------------- | ------------------- | -------------------- | ------------------- | -------------------- | -------------------- | ------------------- | ----------------------- | ----------------------- | -------------------- | -------------------- | ------------------ |  |
| Mia          | Accès direct                | Non évaluée         | Pas en danger        | Non évaluée         | Immunisée            | Pas en danger        | Non évaluée         | Sauvée par le public    | Pas en danger           | Pas en danger        | Sauvée par le public | Gagnante           |  |
| Katrine      | Choisie par les juges       | Non évaluée         | Immunisée            | Non évaluée         | Pas en danger        | Sauvée par le public | Non évaluée         | Pas en danger           | Sauvée par le public    | Pas en danger        | Sauvée par le public | Finaliste          |  |
| Albert       | Accès direct                | Pas en danger       | Non évalué           | Sauvé par les juges | Non évalué           | Pas en danger        | Pas en danger       | Sauvé par les juges     | Pas en danger           | Pas en danger        | Éliminé (Gala 11)    | Éliminé (Gala 11)  |  |
| Victoria     | Sauvée par le public        | Non évaluée         | Sauvée par les juges | Non évaluée         | Sauvée par le public | Pas en danger        | Non évaluée         | Immunisée               | Sauvée par les juges    | Sauvée par le public | Éliminée (Gala 11)   | Éliminée (Gala 11) |  |
| Camille      | Choisie par les juges       | Non évaluée         | Sauvée par le public | Non évaluée         | Pas en danger        | Pas en danger        | Non évaluée         | Pas en danger           | Immunisée               | Éliminée (Gala 10)   | Éliminée (Gala 10)   | Éliminée (Gala 10) |  |
| Joël         | Choisi par les juges        | Pas en danger       | Non évalué           | Sauvé par le public | Non évalué           | Sauvé par les juges  | Sauvé par le public | Pas en danger           | Sauvé par les candidats | Éliminé (Gala 10)    | Éliminé (Gala 10)    | Éliminé (Gala 10)  |  |
| Marc-Antoine | Choisi par les juges        | Pas en danger       | Non évalué           | Immunisé            | Non évalué           | Pas en danger        | Sauvé par les juges | Sauvé par les candidats | Éliminé (Gala 9)        | Éliminé (Gala 9)     | Éliminé (Gala 9)     | Éliminé (Gala 9)   |  |
| Loïc         | Choisi par les juges        | Sauvé par le public | Non évalué           | Pas en danger       | Non évalué           | Sauvé par le public  | Pas en danger       | Éliminé (Gala 8)        | Éliminé (Gala 8)        | Éliminé (Gala 8)     | Éliminé (Gala 8)     | Éliminé (Gala 8)   |  |
| Maxim        | Choisi par les juges        | Sauvé par les juges | Non évalué           | Pas en danger       | Non évalué           | Pas en danger        | Éliminé (Gala 7)    | Éliminé (Gala 7)        | Éliminé (Gala 7)        | Éliminé (Gala 7)     | Éliminé (Gala 7)     | Éliminé (Gala 7)   |  |
| Laurence     | Accès direct                | Non évaluée         | Pas en danger        | Non évaluée         | Sauvée par les juges | Éliminée (Gala 6)    | Éliminée (Gala 6)   | Éliminée (Gala 6)       | Éliminée (Gala 6)       | Éliminée (Gala 6)    | Éliminée (Gala 6)    | Éliminée (Gala 6)  |  |
| Zoey         | Choisie par les juges       | Non évaluée         | Pas en danger        | Non évaluée         | Éliminée (Gala 5)    | Éliminée (Gala 5)    | Éliminée (Gala 5)   | Éliminée (Gala 5)       | Éliminée (Gala 5)       | Éliminée (Gala 5)    | Éliminée (Gala 5)    | Éliminée (Gala 5)  |  |
| Léo          | Accès direct                | Pas en danger       | Non évalué           | Éliminé (Gala 4)    | Éliminé (Gala 4)     | Éliminé (Gala 4)     | Éliminé (Gala 4)    | Éliminé (Gala 4)        | Éliminé (Gala 4)        | Éliminé (Gala 4)     | Éliminé (Gala 4)     | Éliminé (Gala 4)   |  |
| Romie        | Choisie par les juges       | Non évaluée         | Éliminée (Gala 3)    | Éliminée (Gala 3)   | Éliminée (Gala 3)    | Éliminée (Gala 3)    | Éliminée (Gala 3)   | Éliminée (Gala 3)       | Éliminée (Gala 3)       | Éliminée (Gala 3)    | Éliminée (Gala 3)    | Éliminée (Gala 3)  |  |
| Yoann        | Sauvé par le public         | Éliminé (Gala 2)    | Éliminé (Gala 2)     | Éliminé (Gala 2)    | Éliminé (Gala 2)     | Éliminé (Gala 2)     | Éliminé (Gala 2)    | Éliminé (Gala 2)        | Éliminé (Gala 2)        | Éliminé (Gala 2)     | Éliminé (Gala 2)     | Éliminé (Gala 2)   |  |
|              |                             |                     |                      |                     |                      |                      |                     |                         |                         |                      |                      |                    |  |
| Départ(s)    | Kenza Mirani Philippe Randy | Yoann               | Romie                | Léo                 | Zoey                 | Laurence             | Maxim               | Loïc                    | Marc-Antoine            | Camille Joël         | Albert Victoria      |                    |  |

 Le candidat a été choisi par les juges lors du premier gala.
 Le candidat a été admis directement à l'académie
 Le candidat n’a pas été évalué.
 Le candidat n’a pas été mis en danger.
 Le candidat a été immunisé des évaluations et de la mise en danger.
 Les candidats ont sauvé ce candidat de sa mise en danger
 Le candidat a été mis en danger et a été sauvé par le public durant le gala.
 Le candidat a été mis en danger et a été sauvé par les juges durant le gala.
 Le candidat a été mis en danger et a été éliminé.
 Le candidat a été finaliste.
 Le candidat a gagné la compétition.

## Les mises en dangers
Les mises en dangers sont déterminées par les professeurs de l'académie. Ils décident des trois candidats masculins ou féminins (selon la semaine) qui ont le moins bien réussi une évaluation.

Pendant le gala du dimanche, les trois candidats en danger doivent chanter une chanson seul qu'ils auront choisie eux-mêmes. Le public recueillera le premier candidat protégé pendant que le jury choisira le deuxième qui sera protégé; le troisième sera éliminé.
Aux finales (semaines 7 et 8), ce sont les 4 derniers garçons et les 4 dernières filles. Le public devra choisir qui des quatre gars ira en grande finale et ainsi de même chez les filles; les trois autres sont éliminés. À la grande finale, le public choisit qui de la fille ou du garçon sera le grand gagnant de Star Académie. La période de votation se fait après l'interprétation des candidats en danger.

## L'académie du vendredi
Lors de la 5e édition de Star Académie, une nouvelle émission d'une heure est diffusée tous les vendredis soirs. Cet ajout est justifié par la grande quantité de contenu filmé durant la semaine et le temps disponible pour diffuser le tout durant les quatre quotidiennes de 30 minutes. Les vendredis, on y présente des cours des professeurs, des moments marquants, des rencontres avec les invités, etc.

## Succès radio
Plusieurs chansons des albums de Star Académie ont connu un grand succès à la radio.
- 2003 : Et c'est pas fini : Chanson-thème
- 2003 : Amène-toi chez nous : Wilfred Lebouthiller
- 2003 : Je vais changer le monde : Jean-François Bastien et Annie Villeneuve
- 2003 : Rien n'est impossible : Maritza Bossé-Pelchat et Marie-Élaine Thibert
- 2004 : Un nouveau jour va se lever : Chanson-thème
- 2004 : L'infidèle : Stéphanie Lapointe
- 2004 : Donne Donne : Sandy Agnant-Duperval
- 2005 : L'étoile d'Amérique : Chanson-thème
- 2005 : Lit vert : Marc Angers
- 2005 : Tu m'aimes-tu? : Marc-André Fortin
- 2005 : Évangéline : Annie Blanchard (Félix de la chanson de l'année en 2006)
- 2005 : Tout le bonheur du monde : David Tremblay
- 2009 : 1000 cœurs debout : Chanson-thème
- 2009 : Moisi moé'ssi : William Deslauriers
- 2009 : L'envie : Maxime Landry
- 2009 : Au fond de moi : Brigitte Boisjoli
- 2012 : Toi + Moi : Chanson-thème
- 2012 : Je suis là : François Lachance
- 2012 : Pour exister : Olivier Dion
- 2012 : L'autre rive : Andréanne A.Malette
- 2020 : Et c'est pas fini : Eli Rose, Sarahmée, Émile Bilodeau, Roxane Bruneau, Jérôme 50, Luis Clavis, Alicia Moffet et Mike Clay
- 2021 : Maintenant et partout : Chanson-thème
- 2021 : RDV sur la lune : Les académiciens
- 2025 : Ne partez pas sans moi : Chanson-thème
- 2025 : J’ai mal à l’amour : Joël Vogt